# Kangiqsualujjuaq
Kangiqsualujjuaq (inuktitut: ᑲᖏᖅᓱᐊᓗᔾᔪᐊᖅ, alternativt: Kangirsualujjuaq, ᑲᖏᕐᓱᐊᓗᔾᔪᐊᖅ) är en nordlig bykommun (municipalité de village nordique) med 956 invånare (2021) på Ungavabuktens östra kust i Nunavik i norra Québec i Kanada. Samhället ligger vid Georgeflodens mynning.
Tidigare var samhället känt som Fort Severight,[källa behövs] Fort George River och Port-Nouveau-Québec. Namnet "Kangiqsualujjuaq" betyder "väldigt stor vik" på inuktitut.
Inuiterna i Kangiqsualujjuaq försörjer sig på jakt av ren,  säl, vitval och fjällröding samt traditionellt hantverk.
Den 1 januari 1999 drabbades Kangiqsualujjuaq av en lavin som förstörde Satuumavikskolan under nyårsfirandet och dödade nio personer.